# Incendie du Boeing 737 de British Airtours
Vol British Airtours 28M
L'incendie du Boeing 737 de British Airtours à destination de Corfou, en Grèce (vol KT28M) s'est produit le 22 août 1985 sur l'aéroport de Manchester (Angleterre). Le Boeing 737-200 exploité par British Airtours (en), compagnie aérienne britannique filiale de British Airways, subit une panne du moteur gauche : un élément du réacteur a perforé un réservoir d'aile et le kérosène qui s'en échappe provoque immédiatement un incendie. Le commandant de bord de l'avion interrompt le décollage et ordonne l'évacuation, mais le feu qui se propage à la cabine fait 55 morts et 15 blessés parmi les 137 personnes à bord, la plupart en raison de l'inhalation de fumées. 
À la suite de cet accident, les normes de sécurité ont été modifiées pour améliorer la résistance à l'incendie des matériaux de la cabine et la rapidité de l'évacuation de l'avion.

## Avion et équipage

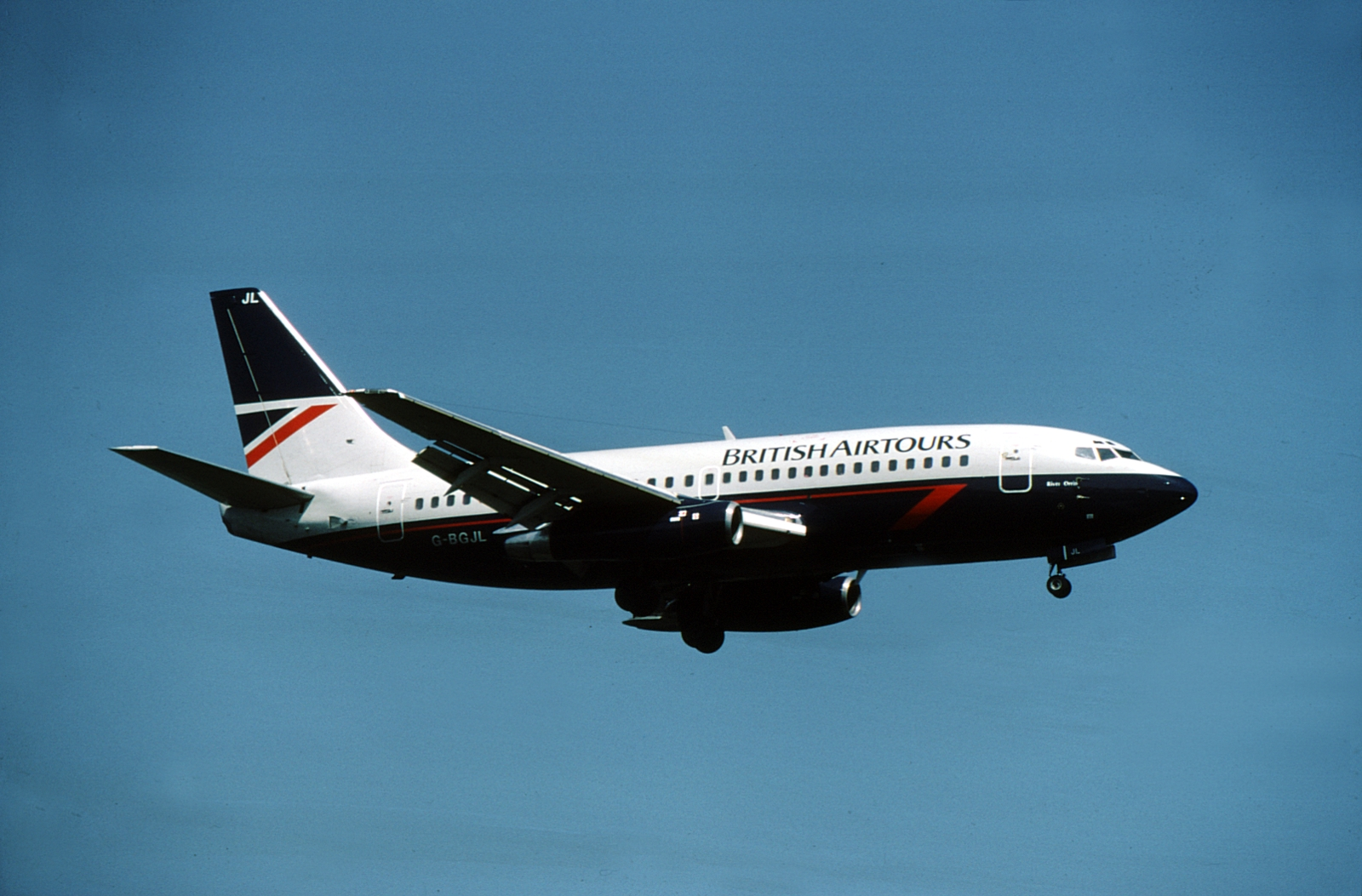
G-BGJL, l'appareil impliqué, photographié à l'aéroport de Londres-Gatwick deux mois avant l'accident.

L'appareil, un Boeing 737-236 Adv immatriculé G-BGJL, précédemment nommé Goldfinch, puis River Orrin (en), était exploité par British Airtours (en), une filiale de British Airways spécialisé dans les vols charters. Il avait 4 ans et demi au moment de l'accident et avait été livré à British Airtours après sa fabrication en avril 1981,. Il y avait 131 passagers et six membres d'équipage à bord.
L'équipage dans le poste de pilotage, dont le commandant de bord Peter Terrington, 39 ans, et l'officier pilote de ligne Brian Love, 52 ans, étaient des pilotes chevronnés, avec respectivement 8 441 heures de vol pour le commandant, dont 1 276 sur 737, et 12 277 heures de vol pour le copilote, dont 345 heures sur 737

## Accident

### Interruption du décollage
À 7 h 13 (heure locale), sur la piste 24 de l'aéroport international de Manchester pendant la phase de décollage, les pilotes entendent un « bruit sourd » provenant de l'avion. Le commandant de bord ordonne immédiatement un arrêt décollage, puis active les inverseurs de poussée. La vitesse V1 était de 146 nœuds (270 km/h) et l'avion a atteint une vitesse maximale de 126 nœuds (233 km/h) avant d'arrêter sa course au décollage.
Le copilote, qui contrôlait l'avion à ce moment-là, a appliqué un freinage « brutal » pendant environ cinq secondes. Le commandant de bord, préoccupé par la possibilité de l'éclatement d'un pneu, a donné pour instruction au copilote de freiner moins fort, ce qui a été fait. Des avertissements d'incendie ont retenti dans le poste de pilotage neuf secondes après que le bruit sourd a été entendu alors que l'avion ralentissait vers 85 nœuds (157 km/h) (environ 45 secondes avant l'arrêt de l'avion). Dix secondes plus tard, le contrôleur de la tour a confirmé : « il y a beaucoup de feu ». 25 secondes après avoir entendu le bruit sourd (environ 20 secondes avant l'arrêt de l'avion), alors que l'avion ralentissait vers les 36 nœuds (66 km/h), le contrôleur de la tour a suggéré d'évacuer les passagers du côté droit. Le contrôleur a activé la sirène d'alarme incendie de l'aéroport au moment où il a vu pour la première fois de la fumée en provenance de l'avion, mais les pompiers de l'aéroport avaient entendu un « coup » et vu la fumée et le feu par eux-mêmes, et avaient déjà lancé l'alerte.

### Évacuation vers l'avant
L'avion a quitté la piste pour emprunter une courte voie de circulation appelée liaison « Delta » et s'est immobilisé face au nord-ouest. Les efforts d'évacuation ont commencé immédiatement, mais plusieurs difficultés ont été rencontrées. Le chef de cabine principal de l'équipage a tenté d'ouvrir la porte avant droite une dizaine de secondes avant l'arrêt de l'avion, mais elle s'est coincé et il a abandonné les tentatives d'ouverture. Ensuite, il a ouvert la porte avant gauche et déployé avec succès le toboggan d'évacuation. À ce moment, les deux premiers camions de pompiers sont arrivés sur place. L'un d'eux a commencé à couvrir le fuselage et la porte ouverte de mousse pour empêcher le feu de se propager et sur le toboggan pendant que les passagers évacuaient et pour refroidir l'avion afin de protéger les passagers encore à l'intérieur.
Pendant ce temps, une hôtesse, Joanna Toff, avait gardé les passagers hors de la zone de la cuisine pour permettre au chef de cabine d'ouvrir la porte. Lorsque la porte latérale gauche a été ouverte, les passagers sortants se sont coincés dans l'étroit passage de 57 cm de large entre les deux cloisons avant la cuisine. Toff a physiquement retiré les passagers un par un jusqu'à ce qu'elle élimine le bouchon. Pendant ce temps, le chef de cabine est retourné près de la porte avant droite, et il a réussi à l'ouvrir complètement et à déployer le toboggan d'évacuation environ une minute après l'arrêt de l'avion. Seize passagers et Joanna Toff se sont échappés par la porte avant gauche, dont l'un était inconscient et que Toff a traînée dehors. Le chef de cabine et 34 passagers ont réussi à s'échapper par la porte avant droite.

### Évacuation par les ailes

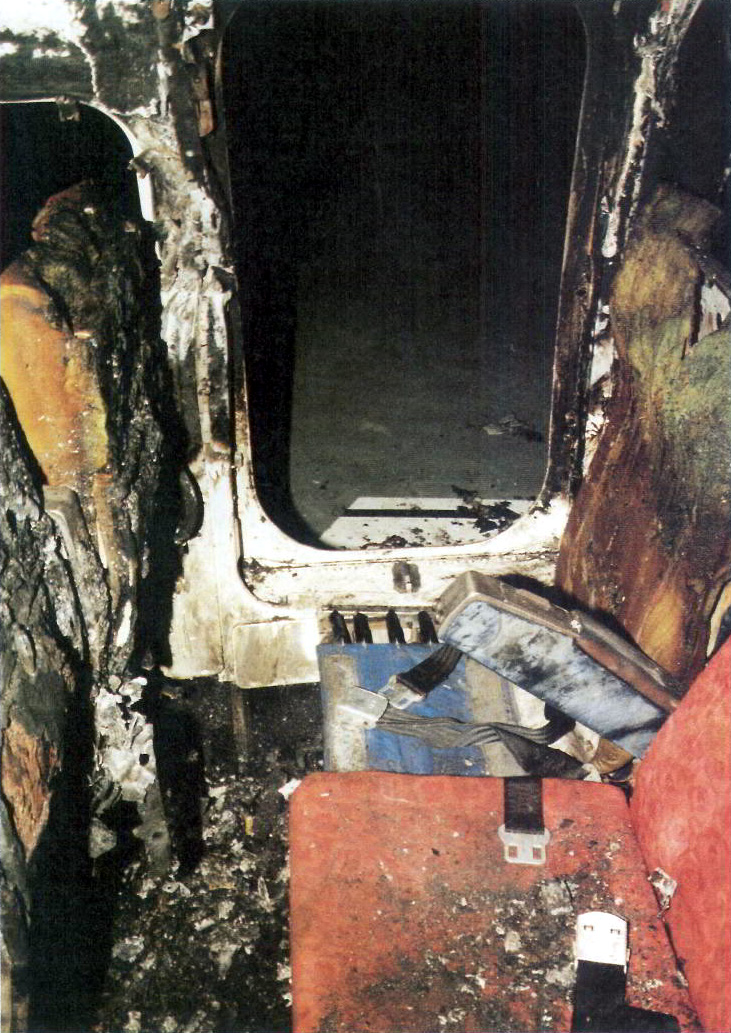
Sièges par rapport à la sortie de secours de l'aile droite après l'accident. L'accoudoir est partiellement baissé. Le dossier du siège le plus proche de la fenêtre, le siège 10F, a été remis en position verticale avant la prise de cette photo.

Plus de difficultés ont été rencontrées aux sorties sur les ailes. La sortie de l'aile gauche était bloquée par la fumée et les flammes. Le passager assis à la sortie de l'aile droite avait du mal à comprendre comment ouvrir la porte. À cette époque, il n'était pas nécessaire que les passagers près des issues de secours reçoivent des explications sur la façon et sur le moment d'ouvrir la porte. Une fois la porte de 22 kg libérée, elle est tombée vers l'intérieur sur la passagère assis à côté d'elle, la piégeant. Deux passagers ont soulevé la porte et l'ont placée sur un siège dans la rangée suivante, ce qui a rendu la sortie utilisable 45 secondes après l'arrêt de l'avion. Une fois retirée, les passagers rencontraient toujours des difficultés pour accéder à cette sortie et l'utiliser. Les sièges de la rangée de sortie ne laissaient passer que 27 cm, les accoudoirs entre ces sièges restaient baissés et la sortie était directement au-dessus d'un siège, obligeant les passagers à manœuvrer maladroitement pour s'échapper. Les passagers à l'arrière de l'avion paniquaient sous l'effet de la fumée et des flammes qui ont rempli la cabine à peu près au même moment où la sortie de l'aile droite a été ouverte. Les passagers ont rampé sur les dossiers des sièges pour se rendre aux sorties ; certains survivants ont déclaré aux enquêteurs que l'allée était bloquée par des corps.
Cela a provoqué un blocage à toutes les sorties, et le siège sur lequel se trouvait la sortie de l'aile s'est écroulé de telle sorte que le dossier s'est effondré vers l'avant, provoquant une nouvelle obstruction. Un homme assis au rang 16C a été retrouvé mort allongé en face de cette sortie, et les enquêteurs ne savaient pas si l'effondrement du dossier l'avait piégé. Un garçon de quatorze ans a été trouvé allongé sur le dessus de l'homme par les pompiers 5 minutes et demie après l'arrêt de l'avion. Il était vivant et ne souffrait que de brûlures superficielles aux mains. Il a été le dernier des 27 survivants à s'échapper par cette sortie et le dernier évacué à avoir survécu à l'accident. La plupart des 38 corps ont été trouvés regroupés autour de la sortie de l'aile. Cette sortie était la première sortie disponible pour les 76 passagers assis à l'arrière et la sortie la plus proche pour 100 passagers.

### Incendie et sorties par l'arrière

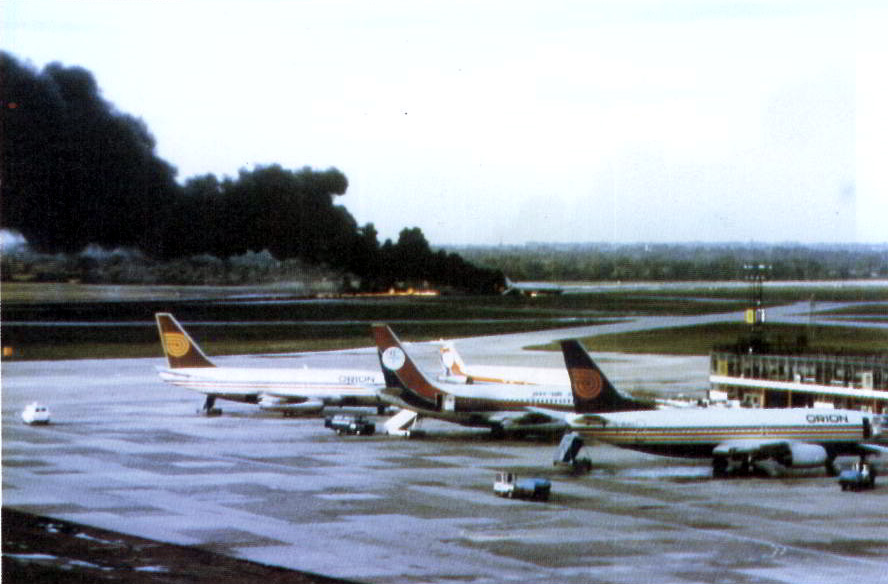
Le 737 du vol British Airtours 28M (à l'arrière-plan) alors qu'il tourne de la piste 24 à la sortie Delta. Le toboggan d'évacuation arrière droit est déjà déployé.

Du carburant s'échappait de l'aile gauche depuis le premier bruit entendu à l'extérieur de l'avion. Ce carburant s'était enflammé au contact de la chambre de combustion du moteur lorsque l'avion a commencé à décélérer sur la piste. Lorsque l'avion s'est arrêté, du carburant fuyait toujours à partir d'une ouverture à un débit de 450 à 680 litres par minute, alimentant un feu croissant. À peu près à cette heure, l'incendie avait déjà pénétré le fuselage en alliage d'aluminium de l'avion en dessous du niveau du plancher dans la cabine. L'AAIB a estimé qu'il a fallu entre cinq et treize secondes après que l'avion se soit arrêté pour que le feu pénètre dans le fuselage. Les passagers assis sur le côté gauche de l'allée et vers l'arrière ont ressenti une chaleur intense et étaient très impatients de s'échapper, beaucoup d'entre eux se tenant debout et se déplaçant dans les allées alors que l'avion était toujours en mouvement.
Alors que l'avion commençait à tourner à droite hors de la piste, environ 10 secondes avant son arrêt, l'un des deux agents de bord à l'arrière a ouvert la porte arrière droite, mais personne ne s'est échappé par cette porte car elle était bloquée par la fumée et par les flammes. La sortie arrière gauche est restée fermée. Lorsque l'avion s'est immobilisé, il faisait face au nord-ouest et un vent léger de 6 à 7 nœuds (11 à 13 km/h) soufflait de l'ouest.

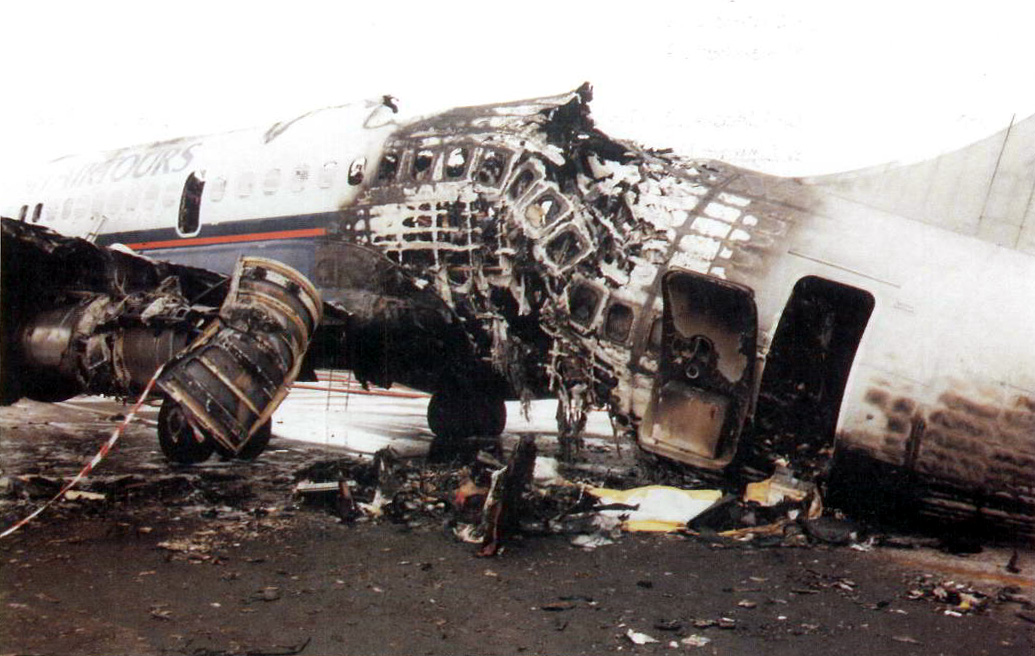
Section arrière de l'avion montrant les zones où l'incendie a brûlé à travers le fuselage et l'effondrement de la section arrière. La porte arrière gauche et la sortie de l'aile gauche ont été ouvertes par les pompiers une fois les opérations de sauvetage terminées.

Un incendie a pénétré la partie arrière de la cabine passagers par le plancher et le long du mur gauche dans la minute qui a suivi l'arrêt de l'avion. Les enquêteurs ont déclaré que cette pénétration rapide du feu dans la cabine semblait « entrer en conflit avec les attentes de l'industrie du transport aérien » pour ce type d'incendie, qui à ce moment-là prévoyait qu'une à trois minutes seraient disponibles pour l'évacuation avant que l'incendie ne soit « en mesure de menacer directement les occupants ».
Lorsque les pompiers ont déterminé qu'aucun autre passager ne pourrait quitter l'avion sans aide, ils sont entrés dans la cabine avec des tuyaux d'incendie et ont tenté de l'éteindre, mais lutter contre les flammes à l'intérieur était devenu trop dangereux. Un pompier a été légèrement blessé lorsqu'une explosion l'a jeté par la porte et l'a projeté sur le tarmac.
En l'espace de quelques minutes à peine, l'incendie a complètement détruit la partie arrière de l'avion et il faudra plus de 2 heures et près de 120 pompiers pour parvenir à le maîtriser.

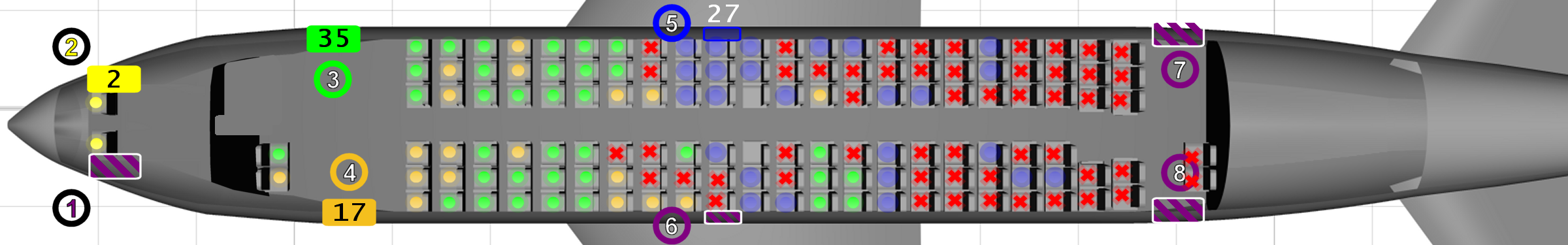
Les couleurs représentent les sorties prise par les survivants. Les croix rouges montrent les personnes décédées.

La fumée toxique et le feu ont causé la mort de 53 passagers et de deux membres de l'équipage cabine, dont 48 par inhalation de fumée. 78 passagers et quatre membres d'équipage se sont échappés, et 15 personnes ont été gravement blessées. Un passager, un homme secouru 33 minutes après le début de l'incendie, a été retrouvé inconscient dans l'allée et est décédé à l'hôpital six jours plus tard des suites de blessures aux poumons et de pneumonie.

## Causes
L'AAIB (bureau d'investigation britannique sur les accidents aériens) a énuméré une cause pour l'accident et une cause distincte pour les décès, ainsi que quatre facteurs contributifs.

### Accident
L'enquête sur l'incident a révélé qu'un cylindre, le n ° 9, faisant partie de la chambre de combustion du moteur gauche s'est rompue et qu'une section a été éjectée dans un panneau d'accès au réservoir de carburant sous les ailes. Ce panneau a été fracturé, permettant au carburant de se répandre sur les gaz de combustion chauds du moteur. 

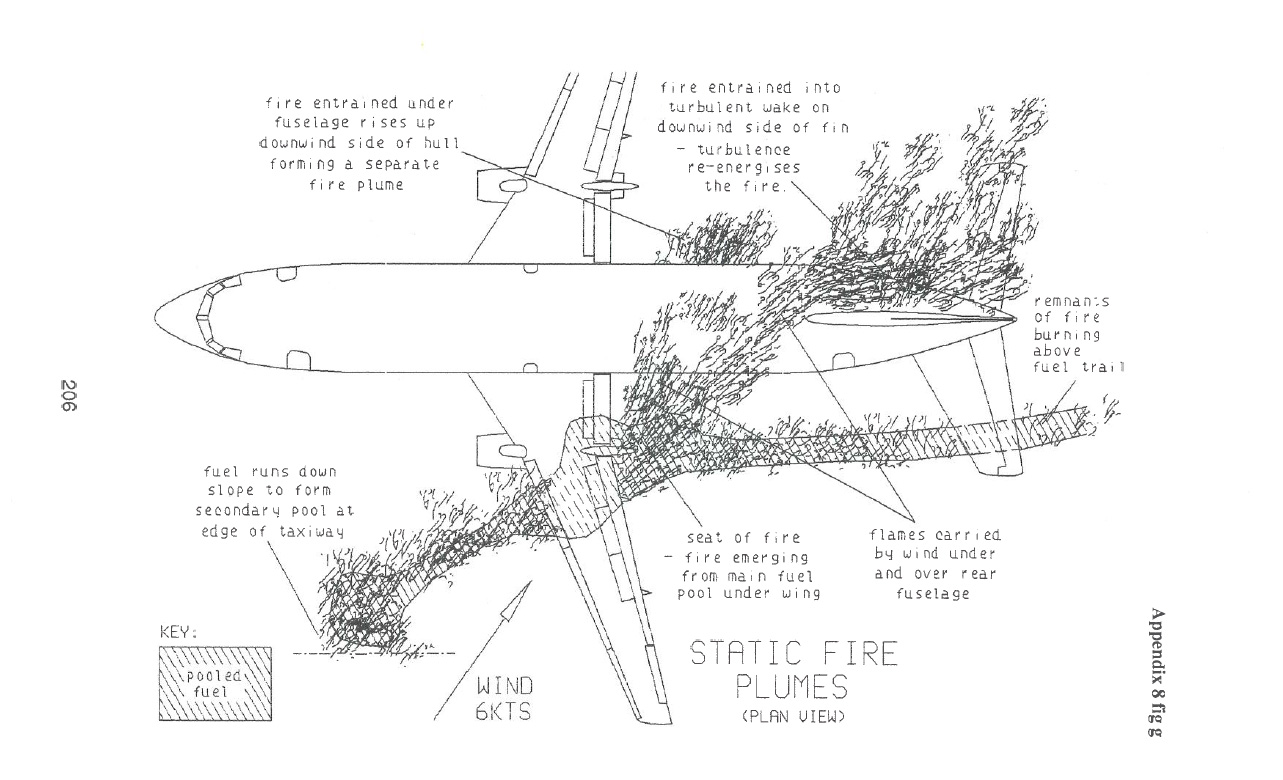
Orientation du vent, de l'accumulation de carburant et des flammes par rapport à l'avion après son arrêt sur la voie de circulation D.

Les dossiers ont montré que le moteur en question, un Pratt & Whitney JT8D-15, avait déjà subi des fissures dans la chambre de combustion du moteur gauche et notamment dans le cylindre n ° 9, qui avait été réparée en 1983.
L'incendie qui en résulte s'est développé de façon catastrophique, principalement en raison de l'orientation de l'avion et de l'incendie par rapport au vent. En effet, la décision des pilotes de sortir l'avion de la piste a placé ce dernier face à un vent de travers, même léger, mais qui a attisé les flammes sur le côté gauche de l'appareil, là d'où le carburant en flammes était déjà en train de ravager le moteur. Le vent a donc poussé le feu vers l'arrière du fuselage et tout autour de la cabine, entre l'aile et la queue de l'avion.

### Victimes
L'AAIB a conclu que « la principale cause des décès était une incapacité rapide due à l'inhalation de l'atmosphère dense de fumée toxique et irritante dans la cabine, aggravée par les retards d'évacuation causés par un dysfonctionnement de la porte avant droite et un accès restreint aux sorties. »
Les enquêteurs ont déterminé que l'incendie des matériaux de l'avion comme les sièges ou les plastiques des compartiments à bagages avaient formé une fumée extrêmement toxique, notamment à base de monoxyde de carbone et de cyanure d'hydrogène,.

### Facteurs contributifs
L'AAIB a énuméré les éléments suivants comme principaux facteurs contributifs :
- la vulnérabilité des panneaux d'accès au réservoir d'aile lors d'un impact ;

- l'absence de toute disposition efficace pour lutter contre les incendies majeurs à l'intérieur de la cabine de l'avion ;

- la vulnérabilité du fuselage de l'avion aux feux extérieurs ;

- la nature extrêmement toxique des émissions des matériaux intérieurs de l'avion lorsqu'un feu se déclare.

32 recommandations de sécurité ont été émises par l'AAIB et la FAA à la suite de l'accident et de la publication du rapport final,,.

## Conséquences
L'Autorité de l'aviation civile du Royaume-Uni a été critiquée pour ne pas avoir mis en œuvre auparavant des réglementations de sécurité strictes. L'incursion rapide de l'incendie dans le fuselage et l'agencement de l'avion ont nui à l'évacuation des passagers, des zones telles que la cuisine avant devenant un goulot d'étranglement. Parmi ceux qui n'ont pas pu s'échapper, 48 sont décédés d'incapacité à la suite d'inhalation de gaz toxiques et des fumées mortelles,, certains très près des sorties, six d'entre eux mourant de brûlures,. L'utilisation de masques anti-fumée (en) ou de systèmes de brumisation a également été examinée.
Le chaos ayant suivi la consigne d'évacuation de l'avion a poussé l'industrie tout entière à se demander comment organiser de manière plus optimale la cabine passager pour une évacuation en cas d'incendie. Tout d'abord, la largeur du couloir d'accès, au niveau des galleys à l'avant des appareils, a été augmentée afin que les personnes ne se retrouvent plus bloquées en cas d'évacuation et afin de fluidifier le flux de passagers se dirigeant vers une sortie. De plus, l'installation de bandes lumineuses, visibles même à travers une épaisse fumée et dirigeant les personnes vers la sortie la plus proche a été accéléré après l'accident. Enfin, un défaut de conception a été identifié dans les portes du 737 lorsque la porte avant droite de l'avion ne s'est initialement pas ouverte après que le mécanisme du toboggan se soit activé trop tôt. À la suite de l'accident, Boeing a modifié toutes les portes des 737.
Plusieurs analystes de l'aviation ont déclaré que l'accident a été « un moment décisif dans l'histoire de l'aviation civile », car il a entraîné des changements à l'échelle de l'industrie tout entière notamment dans la disposition des sièges à proximité des issues de secours, de la résistance des sièges au feu, de l'éclairage au sol, des panneaux muraux et de plafond résistant au feu, ainsi que par l'apport de plus d'extincteurs dans la cabine et des règles d'évacuation plus claires et plus organisées,.

## Récompenses et commémoration
Les membres de l'équipage cabine survivants, Arthur Bradbury et Joanna Toff, ainsi que deux membres des pompiers de l'aéroport de Manchester, le pompier Samuel Lyttle et le pompier Eric Arthur Westwood, ont reçu la Médaille de la bravoure de la Reine, et les deux agents de bord décédés, Sharon Ford et Jacqui Urbanski, ont reçu le même prix à titre posthume. Leur citation collective a déclaré en résumé :
« M. Bradbury, Mlle Ford, Mlle Toff et Mme Urbanski ont fait preuve de sang-froid, de courage exceptionnel et de dévouement au devoir. Ils sont restés à leur poste et ont sauvé de nombreuses vies. Les pompiers Lyttle et Westwood ont également fait preuve d'une bravoure et d'un mépris remarquables pour leur propre sécurité lorsqu'ils ont monté sur l'aile pour sauver les passagers ».
Le 22 août 2018, un monument de 5 mètres de haut est inauguré près du lieu de l'accident, dédié à la mémoire des 53 passagers et des 2 hôtesses de l'air victimes, 33 ans plus tôt, du tragique accident du Boeing 737 de British Airtours,,.

## Médias
L'accident a fait l'objet d'un épisode dans la série télévisée Air Crash nommé « Panique sur la piste » (saison 9 - épisode 1).